# 土门子镇
土门子镇，是中华人民共和国河北省秦皇岛市青龙满族自治县下辖的一个乡镇级行政单位。

## 行政区划
土门子镇下辖以下地区：
土门子村、河东村、水泉村、丰果村、景杖子村、朱石岭村、黄土坡村、青山口村、东蒿村、西蒿村、小岭沟村、杨安堡村、桲杖子村、明塘子村、新庄子村、炮手堡子村、映壁山村和架子山村。